# Helga Engin-Deniz

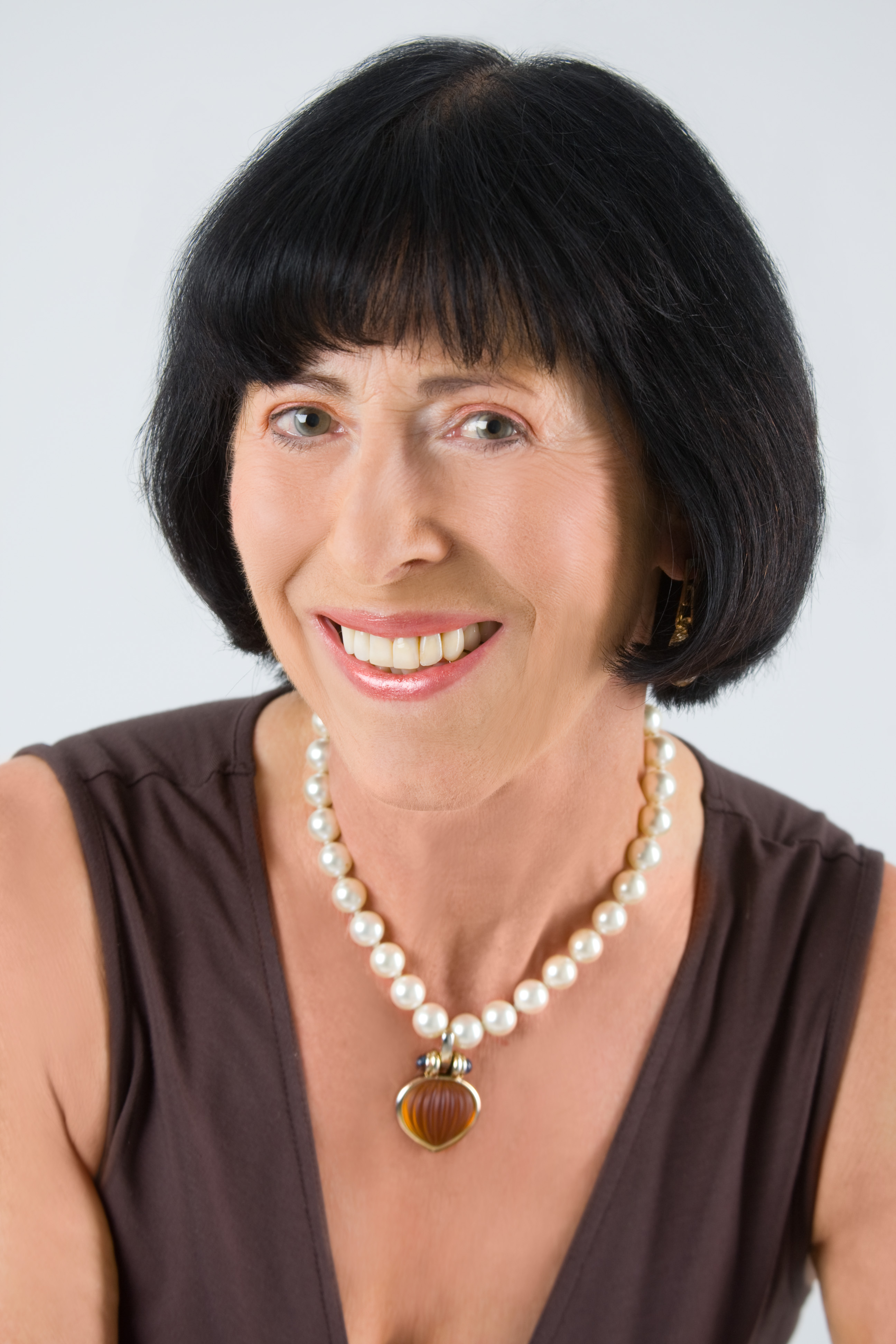
Helga Engin-Deniz (2009)

Helga Engin-Deniz (* 1941 in Wien als Helga Mittelmeier) ist eine österreichische Schriftstellerin.

## Leben
Während ihrer Schulzeit schrieb Helga Mittelmeier Kurzgeschichten für die Wochenendbeilage der 1967 eingestellten Zeitung Neues Österreich. Nach Absolvieren ihrer Pflichtschuljahre trat sie in den Familienbetrieb Mittelmeier Möbelwerkstätten ein und absolvierte eine dreijährige Lehre im Tischlerhandwerk mit Abschluss durch Gesellenprüfung. Die nächsten Jahre übte sie gleichzeitig mehrere Berufe aus und übernahm gemeinsam mit ihrem Bruder die Führung des elterlichen Betriebes. Nebenberuflich war sie u. a. als freie Mitarbeiterin beim Aktuellen Dienst des ORF tätig. 1968 heiratete sie den Rechtsanwalt Gérard Engin-Deniz.
2002 begann sie ihre schriftstellerische Tätigkeit mit der Teilnahme an Literatur- und Hörspielwettbewerben. Ihre Romane erschienen zunächst in den Selbstkostenverlagen Mein Buch und novum auf eigene Rechnung und ohne Lektorat. Mit Erscheinen des Kriminalromans Der perfekte Schachzug bei Ibera gelang Engin-Deniz erstmals die Veröffentlichung eines Werkes in einem „echten“ Verlag. Die Handlungen ihrer Werke kreisen um die typischen Themen der Trivialliteratur in den Genres Liebesroman, Abenteuer und Kriminalgeschichte, mit autobiographischen Bezügen u. a. auf den Handlungsort Wien.

## Werke
- Der Himmelstürmer. Mein Buch, Hamburg 2004. (Neuauflage bei Ibera-Verlag, Wien 2010, 2016, 2019), ISBN 978-3-85052-325-7.
- Schlussakkord in Dur oder Moll. Novum-Verlag, 2007. (Neuauflage bei Ibera-Verlag, 2019) ISBN 978-3-85052-379-0.
- Check-in ins Ungewisse. Novum-Verlag, 2007. (Neuauflage bei Ibera-Verlag, 2019) ISBN 978-3-85052-380-6
- Die Wegbereiterin. Novum-Verlag, 2009. (Neuauflage bei Ibera-Verlag, 2019) ISBN 978-3-85052-381-3.
- Der perfekte Schachzug. Ibera-Verlag, 2011. ISBN 978-3-85052-290-8.
- Riss im Spinnennetz. Ibera-Verlag, 2012. ISBN 978-3-85052-308-0.
- Der gelöste Knoten. Ibera-Verlag, 2013. ISBN 978-3-85052-312-7.
- Der Himmelstürmer in einer fremden Welt. Ibera-Verlag, 2013. ISBN 978-3-85052-325-7.
- Die 365 Seiten der Familie F. Ibera-Verlag, 2014. ISBN 978-3-85052-334-9.
- Mord ist Luxus. Ibera-Verlag, 2014. ISBN 978-3-85052-338-7.
- Der Gedankenleser und seine unglaublichen Abenteuer. Ibera-Verlag, 2015. ISBN 978-3-85052-347-9.
- Ausgetrickst bis Zwischenstopp. Ibera-Verlag, 2016. ISBN 978-3-85052-361-5.
- So war es damals …. Ibera-Verlag, 2017. ISBN 978-3-85052-371-4.
- Sieg der Gerechtigkeit. Ibera-Verlag, 2018. ISBN 978-3-85052-375-2.
- Skrupellos. Ibera-Verlag, 2019. ISBN 978-3-85052-387-5.
- Kein Haar in der Suppe. Ibera-Verlag, 2020. ISBN 978-3-85052-398-1.
- Das alte Haus. Ibera-Verlag, 2021. ISBN 978-3-85052-405-6.
- Das finnische Rezept. Ibera Verlag. 2021. ISBN 978-3-85052-407-0.
- Die Kriminacht im Vorstadtkaffee. Ibera Verlag. 2022. ISBN 978-3-85052-412-4.
- Aus dem Ärmel geschüttelt. Ibera Verlag. 2023. ISBN 978-3-85052-415-5.
- Liebe einmal anders, Ibera Verlag. 2025. ISBN 978-3-85052-419-3